# Indrani Rahman
Indrani Rahman (quelquefois écrit sous la forme Indrani Rehman), née le 19 septembre 1930 à Chennai en Inde et morte le 5 février 1999 à New York aux États-Unis, est une danseuse classique indienne, de bharata natyam, kuchipudi, kathakali et odissi.
En 1952, elle a gagné le concours de Miss Inde. Elle a ensuite popularisé la danse classique indienne, et notamment l’une de ses danses, l’odissi, lors de tournées internationales.

## Biographie
Indrani Rahman naît à Chennai (alors appelée Madras), fille de Ramalalal Balram Bajpai (1880-1962), et de son épouse Ragini Devi (née Esther Luella Sherman). Son père, Ramalalal Bajpai, originaire de l’Inde du nord, est un chimiste. Il a effectué des études supérieures aux États-Unis. C'est là qu'il a rencontré et épousé Esther Luella Sherman, une Américaine de naissance. Née à Petoskey, dans le Michigan en 1893 (morte en 1982), Esther Sherman a embrassé l'hindouisme à son mariage et a pris le nom de Ragini Devi.
Le couple s'installe en Inde dans les années 1920. Ramalalal est ensuite rédacteur en chef adjoint de Young India, le magazine fondé par Lala Lajpat Rai. Après l'indépendance, il devient consul général de l'Inde à New York et président de la Ligue indo-américaine. Pendant ce temps, son épouse Ragini Devi se passionne pour la danse classique indienne et consacre son temps à sa renaissance et à son épanouissement. Elle se perfectionne en la matière sous la tutelle de Gauri Amma,,. Ragini Devi devient elle-même une danseuse célèbre, parmi les interprètes les plus célèbres des années 1930. Elle se fait également la championne du renouveau du kathakali durant la même période.
Indrani Rahman reçoit de sa mère une éducation l’incitant à être libre, confiante et indépendante. Elle commence à apprendre la danse en sa compagnie, à l'âge de neuf ans, et l'accompagne dans certains de ses voyages en Amérique et en Europe. Elle apprend le style Pandanallur du bharata natyam avec Chokkalingam Pillai (1893-1968) dans les années 1940. Puis à Vijayawada, elle apprend le kuchipudi de Korada Narsimha Rao, avec qui elle a ensuite fait de nombreuses tournées dans le monde.
Alors qu'elle n'a que quinze ans et qu'elle est encore mineure selon la loi indienne, elle s'enfuit avec Habib Rahman (1915-1995), un architecte, qui a exactement deux fois son âge. Elle l’épouse cette même année 1945. Le couple a un fils, l'artiste Ram Rahman, et une fille, Sukanya Rahman (Wicks), qui deviendra danseuse comme sa mère et sa grand-mère. En 1947, elle attire l'attention du critique de danse et d'art indien Charles Louis Fabri, qui l'encourage à se rendre à Odisha pour y apprendre une autre danse classique alors peu connue, l'odissi. Après avoir appris l’odissi pendant trois ans, auprès du gourou Sri Deba Prasad Das, elle la popularise, à travers des performances dans différentes régions de l'Inde et du monde.
En 1952, bien que mariée et mère d'un enfant, elle se présente au concours de beauté Miss Inde, un concours contesté par les conservateurs dans le pays, et en devient la lauréate,. Elle participe ensuite à la première édition d’un concours mondial, Miss Univers 1952, qui se tient à Long Beach, en Californie.
Elle continue à voyager avec sa mère et se produit partout dans le monde. En 1961, elle est la première danseuse présentée lors d'une tournée nationale par l'Asia Society, et se produit également devant le président américain John F. Kennedy et le premier ministre Jawaharlal Nehru, lors de la visite officielle de Nehru à Washington, et dans les années qui suivent, elle se produit également pour l'empereur Haïlé Sélassié Ier, la reine Élisabeth II, Mao Zedong, Nikita Khrouchtchev, ou encore Fidel Castro,.
Elle reçoit plusieurs distinctions durant son parcours, en particulier le Padma Shri en 1969 et le Sangeet Natak Akademi Award in the performing arts ainsi que le Taraknath Das Award. En 1976, elle devient membre du corps professoral de la division de danse de la Juilliard School du Lincoln Center for the Performing Arts de New York, enseigne dans diverses universités américaines, dont Harvard, et passe les deux dernières décennies de sa carrière aux États-Unis, où elle fait de nombreuses tournées. Elle meurt le 5 février 1999 dans le quartier de Manhattan, à New York.